# Beggina lymantrina
Beggina lymantrina är en fjärilsart som beskrevs av Erich Martin Hering 1931. Beggina lymantrina ingår i släktet Beggina och familjen snigelspinnare. Inga underarter finns listade i Catalogue of Life.